# Hausham
Hausham er en kommune i Landkreis Miesbach i Regierungsbezirk Oberbayern i den tyske delstat Bayern.

## Geografi
Kommunen ligger ved udkanten af Alperne i dalen til floden Schlierach ved B 307 mellem Miesbach (4 km) og Schliersee (kommune) (3 km). Byen ligger cirka 8 km øst for Tegernsee, 24 km fra Bad Tölz, 32 km fra Rosenheim og 50 km delstatshovedstaden München entfernt. Der er to jernbanestationer i kommunen der ligger på strækningen München–Holzkirchen–Bayrischzell der drives af Bayerische Oberlandbahn.
Hausham ligger ved foden af Alperne, nedenfor Huberspitz (1.052 m) og Gindelalm (1.334 m) der begge ligger i kommunen.

### Inddeling
De 13 bydele i kommunen er:
| - Abwinkl - Agatharied - Aigner - Althausham - Haushamer Alm | - Holz - Kasten - Moosrain - Nagelbach | - Rain - Thal - Tiefenbach - Tratberg |